# Puchar Świata Siłaczy 2006: Ryga
Puchar Świata Siłaczy 2006: Ryga – pierwsze w 2006 r. zawody
siłaczy z cyklu Puchar Świata Siłaczy.

Data: 6 maja 2006 r.

Miejsce: Ryga  Łotwa
Konkurencje:
WYNIKI ZAWODÓW:
| Miejsce | Zawodnik             | Kraj              | Punkty |
| ------- | -------------------- | ----------------- | ------ |
| 1.      | Mariusz Pudzianowski | Polska            | 69     |
| 2.      | Raivis Vidzis        | Łotwa             | 57,5   |
| 3.      | Elbrus Nigmatullin   | Rosja             | 47,5   |
| 4.      | Tarmo Mitt           | Estonia           | 46     |
| 5.      | Terry Hollands       | Anglia            | 44     |
| 6.      | Dominic Filiou       | Kanada            | 40     |
| 7.      | Antanas Abrutis      | Litwa             | 35     |
| 8.      | Franz Beil           | Niemcy            | 33     |
| 9.      | Dave Ostlund         | Stany Zjednoczone | 31,5   |
| 10.     | Ralf Ber             | Austria           | 30,5   |
| 11.     | Guntars Kusiņš       | Łotwa             | 21,5   |
| 12.     | Oleg Dudkin          | Rosja             | 6,5    |